# Scotty Bahrke
Scotty Bahrke (* 4. August 1985 in Reno, Nevada) ist ein US-amerikanischer Freestyle-Skier. Er ist auf die Disziplin Aerials (Springen) spezialisiert.

## Biografie
Der fünf Jahre jüngere Bruder der Buckelpisten-Fahrerin Shannon Bahrke nahm ab Dezember 2002 im Nor-Am Cup, der nordamerikanischen Kontinentalmeisterschaft, teil. Sein Debüt im Freestyle-Weltcup hatte er am 14. Januar 2005 in Lake Placid, wo er sich als 24. klassierte und erstmals Weltcuppunkte gewann. Das beste Ergebnis in seiner Premierensaison war ein 13. Platz. Unter die besten zehn stieß er zum ersten Mal am 7. Januar 2007 vor.
Bahrke etablierte sich in der Folge im Mittelfeld. Bei den Olympischen Winterspielen 2010 klassierte er sich auf Platz 23. Eine Weltcup-Podestplatzierung gelang ihm zum ersten Mal am 29. Januar 2011, als er in Calgary Dritter wurde. Das erste Weltcupspringen gewann er am 17. Februar 2012 auf dem Kreischberg.

## Erfolge

### Olympische Spiele
- Vancouver 2010: 23. Aerials

### Weltmeisterschaften
- Madonna di Campiglio 2007: 23. Aerials
- Inawashiro 2009: 17. Aerials
- Deer Valley 2011: 23. Aerials

### Weltcup
- 2 Podestplätze, davon 1 Sieg:

| Datum            | Ort         | Land       |
| ---------------- | ----------- | ---------- |
| 17. Februar 2012 | Kreischberg | Österreich |

### Weitere Erfolge
- 3 Siege im Nor-Am Cup